# Conistra graslini
Conistra graslini är en fjärilsart som beskrevs av Otto Staudinger 1901. Conistra graslini ingår i släktet Conistra och familjen nattflyn. Inga underarter finns listade i Catalogue of Life.